# Cascadele Beușniței
Die Cascadele Beușniței (deutsch Beușnița-Wasserfälle; auch Cascada Beușnița) sind eine Kaskade von Wasserfällen am Fluss Beu (Nebenfluss der Nera) oberhalb des Sees Ochiul Beiului im Südwesten von Rumänien. Der größte Wasserfall ist etwa 5 bis 9 Meter hoch. Flussabwärts befinden sich kleinere Kaskaden, über die das Wasser weitere insgesamt 15 Meter fällt. Der weiter flussabwärts gelegene, rund 6 Meter hohe Wasserfall Vaioaga (rumänisch Cascada Văioaga) wird meist ebenfalls der Kaskade zugeordnet.

## Entstehung
Die Wasserfälle entstanden durch die jahrtausendelange Einwirkung von Wasser auf den kalkhaltigen Untergrund. Der vom Wasser aufgelöste Kalkstein lagerte sich Schicht für Schicht entlang des Flusslaufs ab und bildete kalkhaltigen Tuffstein, weiches und durchlässiges Gestein, das die Modellierung unzähliger Formen, Minidämme, Wasserlöcher und aufeinanderfolgender Wasserfälle ermöglichte.

## Lage, Bedeutung und Schutzstatus
Die Wasserfälle liegen im Naturschutzgebiet Cheile Nerei - Beușnița im gleichnamigen Nationalpark im Kreis Caraș-Severin. Als einzigartiges Phänomen sind sie von erheblichem touristischen, geologischen und landschaftlichen Wert. Im Jahr 1943 wurden die Wälder im Beușnița- und Nera-Tal erstmals unter Schutz gestellt. Hauptziel dieser Unterschutzstellung war der Schutz der Beușnița-Wasserfälle. 1990 wurde der Nationalpark Cheile Nerei - Beușnița errichtet.

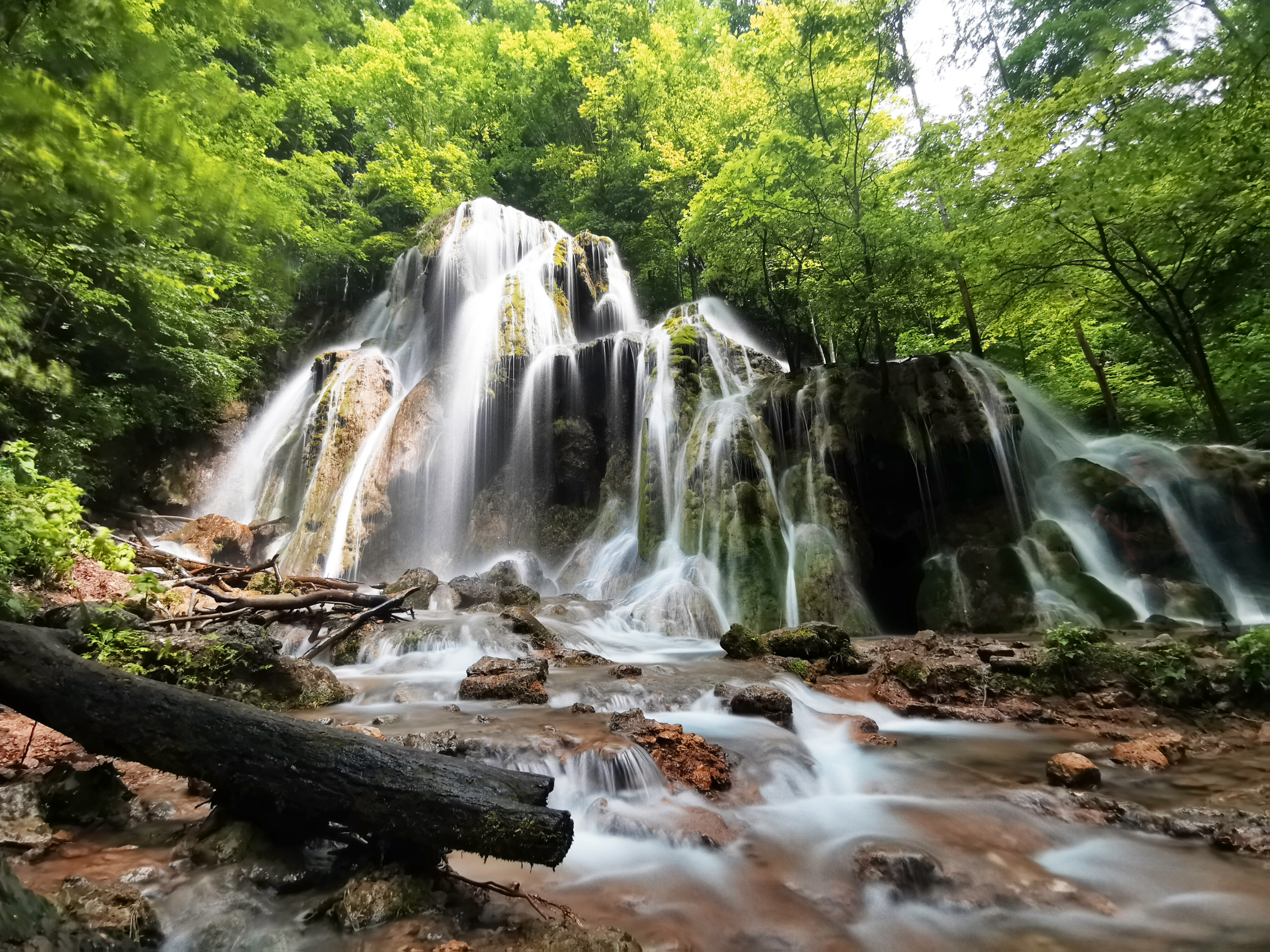
Der höchste der Beușnița-Wasserfälle bei hohem Wasserstand
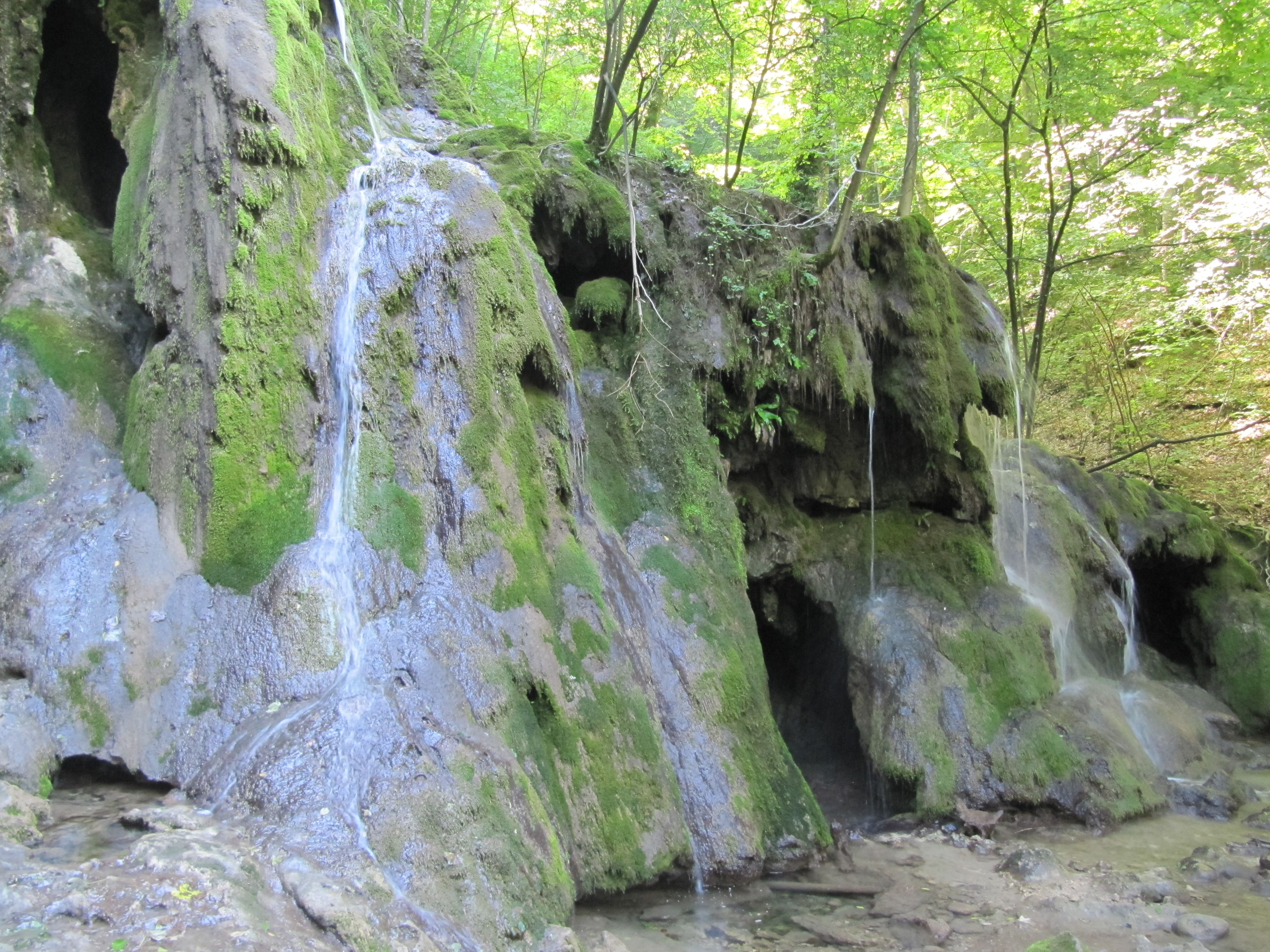
Der höchste der Beușnița-Wasserfälle bei geringem Wasserstand
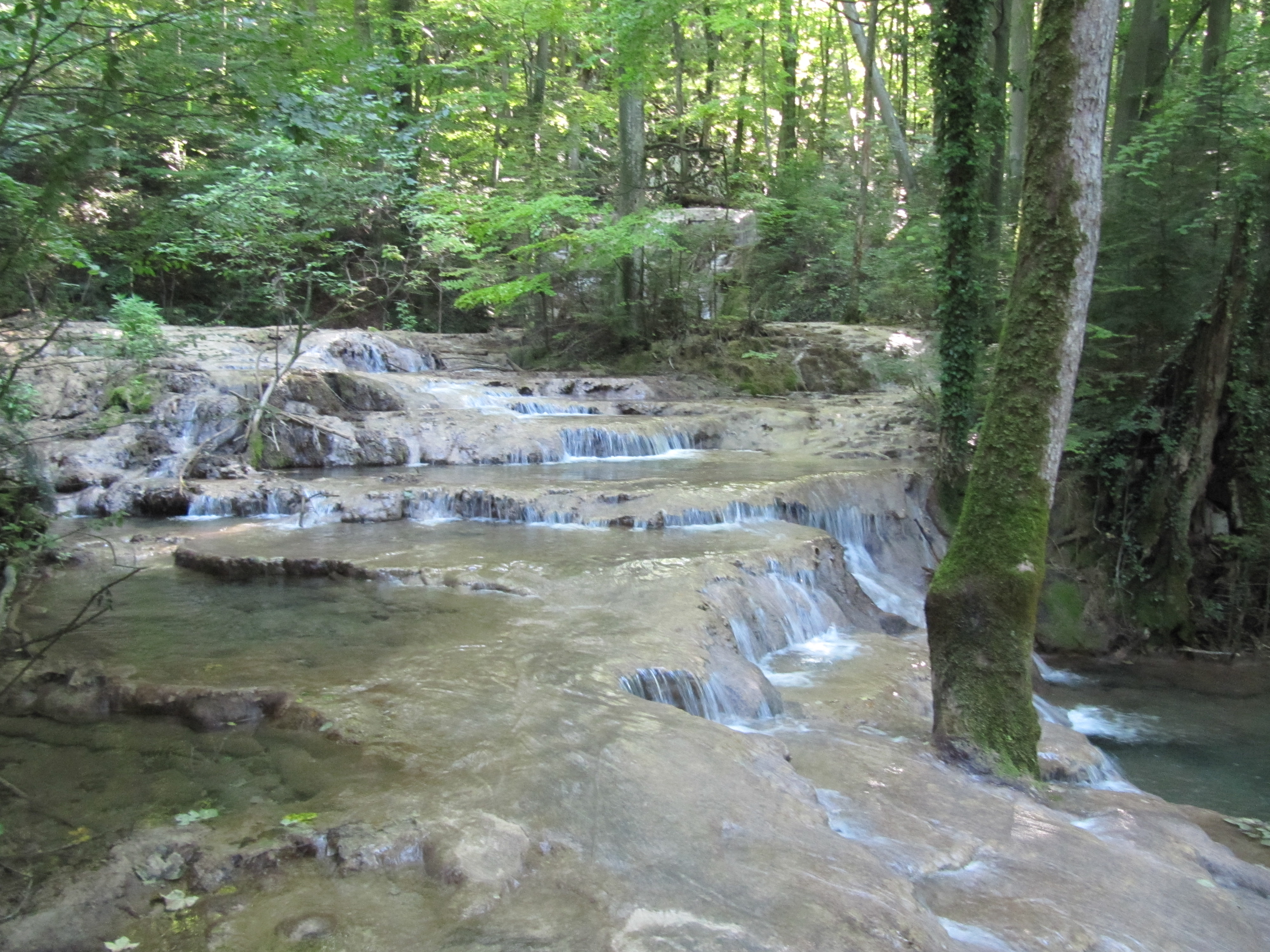
Kaskade von oben
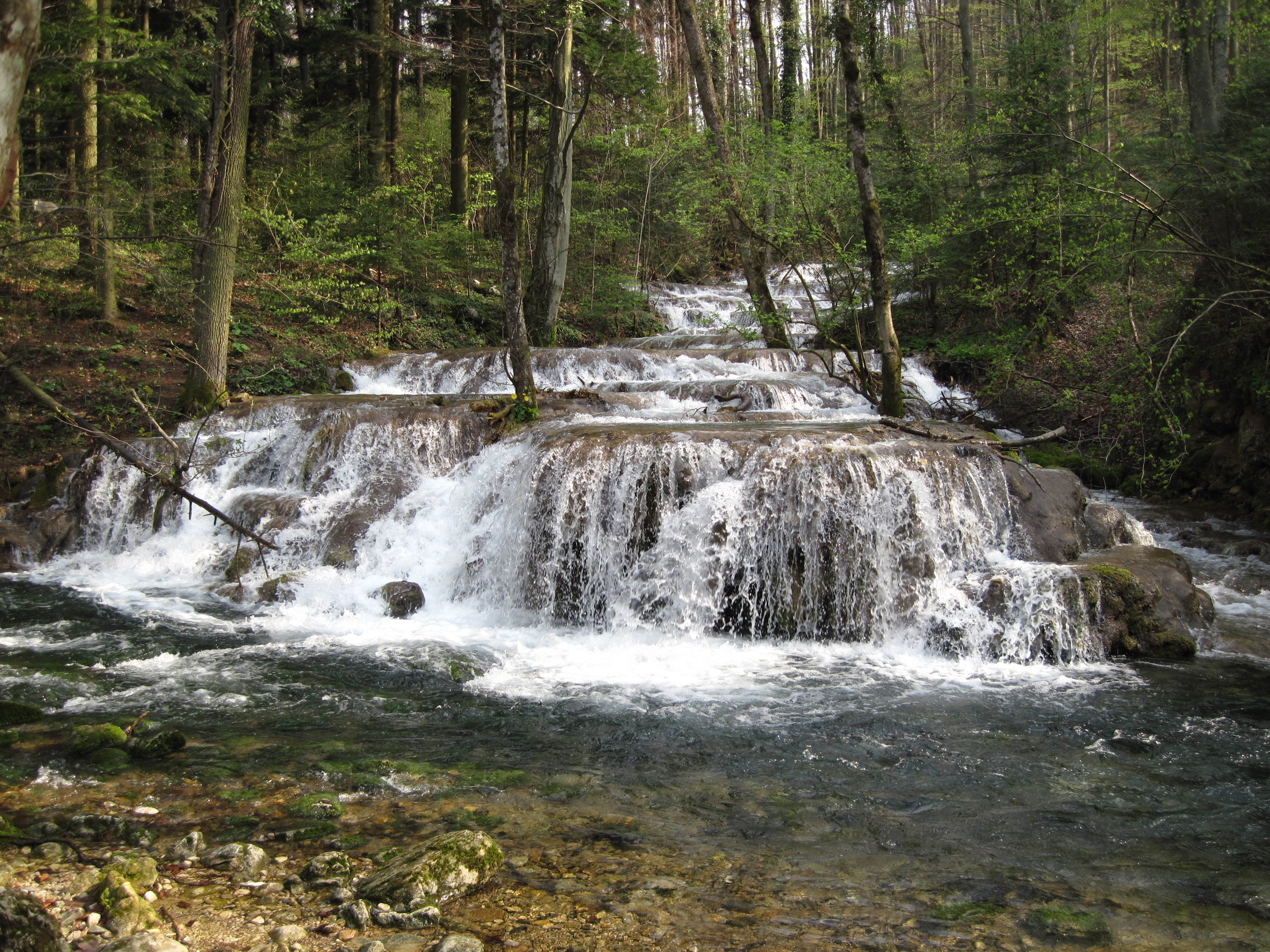
Kaskade von unten
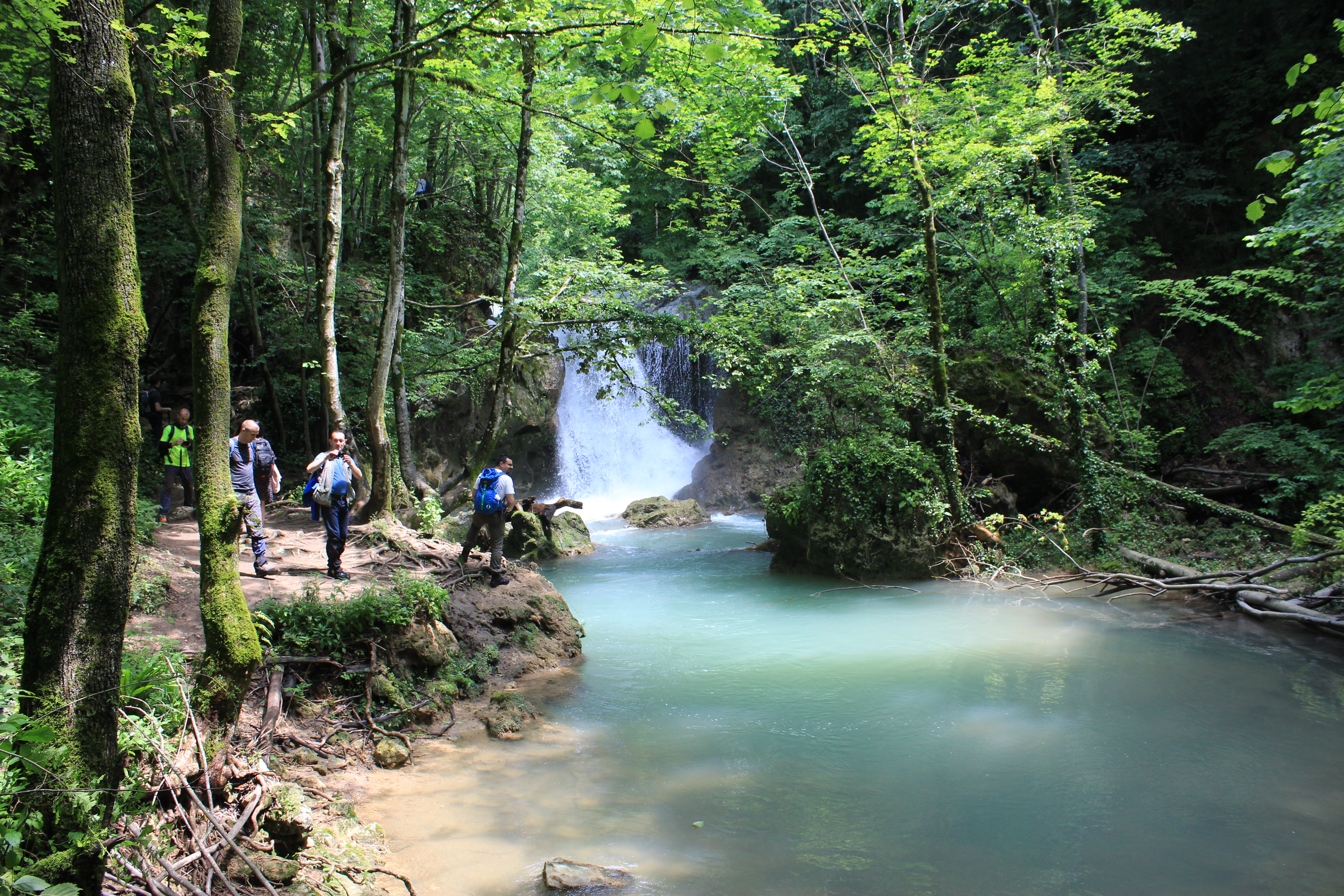
Vaioaga-Wasserfall am Unterlauf

## Erreichbarkeit
Zu den Wasserfall-Kaskaden besteht eine unbefestigte Zufahrt aus Potoc, einem Ortsteil von Sasca Montană, die zunächst zur Neraklamm führt. Dort biegt man nach links ab ins Tal des Flusses Beu (rumänisch Valea Beului). Nach rund 6 Kilometern flussaufwärts, vorbei am Wasserfall Vaioaga, wird ein Fischzuchtbetrieb erreicht. Von dort geht es ausschließlich zu Fuß etwa 30 Minuten weiter bis zum See Ochiul Beiului. Auch von Sasca Româna aus ist eine Wanderung zu den Wasserfällen möglich, wofür rund 3 bis 4 Stunden benötigt werden. Die alternative Verbindung aus Socolari, einem Ortsteil von Ciclova Română, ist teilweise zugewachsen und schwer zu finden.
Der Europäische Fernwanderweg E3 führt am unteren Teil der Wasserfälle vorbei.